# بايرون هيل
بايرون هيل (بالإنجليزية: Byron Hill)‏ هو مغن مؤلف ومنتج أسطوانات ومغني أمريكي، ولد في 12 ديسمبر 1953.

## وصلات خارجية
- الموقع الرسمي
- بايرون هيل على موقع IMDb (الإنجليزية)
- بايرون هيل على موقع ميوزك برينز (الإنجليزية)
- بايرون هيل على موقع ديسكوغز (الإنجليزية)